# Puente Mayor (Palencia)
El puente Mayor es un puente de piedra construido en el siglo XVI que pasa sobre el río Carrión en la ciudad de Palencia (Castilla y León, España). Fue reformado a finales del siglo XIX.
Construido en piedra de sillería, originariamente constaba de siete arcos de medio punto, con tajamares prismáticos entre ellos, y una pequeña torre con arco en medio, como se puede observar en un antiguo plano datado hacia 1584. Ya en esa época se hacía patente la necesidad de su reconstrucción o reparación. Posteriormente, fue reconstruido para ensancharlo y permitir el paso del tráfico rodado, hasta darle su forma actual, con los pilares y tajamares en forma semicilíndrica con un remate en forma de matacanes, que le dan un aspecto fortificado, y apartaderos a nivel de la calzada.
Une el centro de la ciudad con la otra orilla del río, donde se sitúa el Barrio de Allende El Río, la carretera de subida al Monte el Viejo y la salida hacia la carretera de León.